# Ушмунське сільське поселення
Ушму́нське сільське поселення (рос. Ушмунское сельское поселение) — сільське поселення у складі Газімуро-Заводського району Забайкальського краю Росії.
Адміністративний центр — село Ушмун.

## Населення
Населення сільського поселення становить 597 осіб (2019; 654 у 2010, 751 у 2002).

## Склад
До складу сільського поселення входять:
| Населений пункт | Населення, осіб (2002) | Населення, осіб (2010) |
| --------------- | ---------------------- | ---------------------- |
| Калдага, село   | 100                    | 89                     |
| Ушмун, село     | 651                    | 565                    |